# Mojomulyo (Tambakromo)
Mojomulyo is een bestuurslaag in het regentschap Pati van de provincie Midden-Java, Indonesië. Mojomulyo telt 2545 inwoners (volkstelling 2010).